# Guldpucken
Guldpucken (disco de ouro) é concedido anualmente ao jogador de hóquei no gelo do ano na Suécia. É semelhante ao Hart Memorial Trophy da NHL. O Guldpucken é concedido desde 1956. A escultura Guldpucken foi feita pelo artista sueco Rune Hannäs.
Erik Karlsson é o maior vencedor, com três conquistas. Antes da temporada 2014/2015, as regras do prêmio foram ajustadas para que jogadores de ligas estrangeiras também pudessem ganhar. Tudo para garantir que também seria o melhor jogador do país quem receberia o prêmio, independentemente da liga. Victor Hedman se tornou o primeiro jogador da NHL a receber o prêmio.

## Vencedores
| Temporada | Vencedor                                                | Time                                                    | Posição                                                 | Títulos                                                 |
| --------- | ------------------------------------------------------- | ------------------------------------------------------- | ------------------------------------------------------- | ------------------------------------------------------- |
| 1955–56   | Åke Lassas                                              | Leksands IF                                             | D                                                       | 1                                                       |
| 1956–57   | Hans Öberg                                              | Gävle Godtemplares IK                                   | LW                                                      | 1                                                       |
| 1957–58   | Hans Svedberg                                           | Skellefteå AIK                                          | D                                                       | 1                                                       |
| 1958–59   | Roland Stoltz                                           | Djurgårdens IF                                          | D                                                       | 1                                                       |
| 1959–60   | Ronald Pettersson                                       | Södertälje SK                                           | RW                                                      | 1                                                       |
| 1960–61   | Anders Andersson                                        | Skellefteå AIK                                          | C                                                       | 1                                                       |
| 1961–62   | Anders Andersson                                        | Skellefteå AIK                                          | C                                                       | 2                                                       |
| 1962–63   | Ulf Sterner                                             | Västra Frölunda IF                                      | RW                                                      | 1                                                       |
| 1963–64   | Nils Johansson                                          | Alfredshems IK                                          | D                                                       | 1                                                       |
| 1964–65   | Gert Blomé                                              | Västra Frölunda IF                                      | D                                                       | 1                                                       |
| 1965–66   | Nisse Nilsson                                           | Leksands IF                                             | C                                                       | 1                                                       |
| 1966–67   | Bert-Ola Nordlander                                     | AIK                                                     | D                                                       | 1                                                       |
| 1967–68   | Leif Holmqvist                                          | AIK                                                     | G                                                       | 1                                                       |
| 1968–69   | Lars-Erik Sjöberg                                       | Leksands IF                                             | D                                                       | 1                                                       |
| 1969–70   | Leif Holmqvist                                          | AIK                                                     | G                                                       | 2                                                       |
| 1970–71   | Håkan Wickberg                                          | Brynäs IF                                               | C                                                       | 1                                                       |
| 1971–72   | William Löfqvist                                        | Brynäs IF                                               | G                                                       | 1                                                       |
| 1972–73   | Thommy Abrahamsson                                      | Leksands IF                                             | D                                                       | 1                                                       |
| 1973–74   | Christer Abrahamsson                                    | Leksands IF                                             | G                                                       | 1                                                       |
| 1974–75   | Stig Östling                                            | Brynäs IF                                               | D                                                       | 1                                                       |
| 1975–76   | Mats Waltin                                             | Södertälje SK                                           | D                                                       | 1                                                       |
| 1976–77   | Kent-Erik Andersson                                     | Färjestad BK                                            | RW                                                      | 1                                                       |
| 1977–78   | Rolf Edberg                                             | AIK                                                     | C                                                       | 1                                                       |
| 1978–79   | Anders Kallur                                           | Djurgårdens IF                                          | W                                                       | 1                                                       |
| 1979–80   | Mats Näslund                                            | Brynäs IF                                               | LW                                                      | 1                                                       |
| 1980–81   | Peter Lindmark                                          | Timrå IK                                                | G                                                       | 1                                                       |
| 1981–82   | Patrik Sundström                                        | IF Björklöven                                           | C                                                       | 1                                                       |
| 1982–83   | Håkan Loob                                              | Färjestad BK                                            | RW                                                      | 1                                                       |
| 1983–84   | Per-Erik Eklund                                         | AIK                                                     | C                                                       | 1                                                       |
| 1984–85   | Anders Eldebrink                                        | Södertälje SK                                           | D                                                       | 1                                                       |
| 1985–86   | Tommy Samuelsson                                        | Färjestad BK                                            | D                                                       | 1                                                       |
| 1986–87   | Håkan Södergren                                         | Djurgårdens IF                                          | LW                                                      | 1                                                       |
| 1987–88   | Bo Berglund                                             | AIK                                                     | F                                                       | 1                                                       |
| 1988–89   | Kent Nilsson                                            | Djurgårdens IF                                          | C                                                       | 1                                                       |
| 1989–90   | Rolf Ridderwall                                         | Djurgårdens IF                                          | G                                                       | 1                                                       |
| 1990–91   | Thomas Rundqvist                                        | Färjestad BK                                            | F                                                       | 1                                                       |
| 1991–92   | Tommy Sjödin                                            | Brynäs IF                                               | D                                                       | 1                                                       |
| 1992–93   | Peter Forsberg                                          | Modo Hockey                                             | C                                                       | 1                                                       |
| 1993–94   | Peter Forsberg                                          | Modo Hockey                                             | C                                                       | 2                                                       |
| 1994–95   | Tomas Jonsson                                           | Leksands IF                                             | D                                                       | 1                                                       |
| 1995–96   | Jonas Bergqvist                                         | Leksands IF                                             | RW                                                      | 1                                                       |
| 1996–97   | Jörgen Jönsson                                          | Färjestad BK                                            | C                                                       | 1                                                       |
| 1997–98   | Ulf Dahlén                                              | HV71                                                    | RW                                                      | 1                                                       |
| 1998–99   | Daniel Sedin                                            | Modo Hockey                                             | LW                                                      | 1                                                       |
| 1998–99   | Henrik Sedin                                            | Modo Hockey                                             | C                                                       | 1                                                       |
| 1999–00   | Mikael Johansson                                        | Djurgårdens IF                                          | C                                                       | 1                                                       |
| 2000–01   | Mikael Renberg                                          | Luleå HF                                                | RW                                                      | 1                                                       |
| 2001–02   | Henrik Zetterberg                                       | Timrå IK                                                | C                                                       | 1                                                       |
| 2002–03   | Niklas Andersson                                        | Västra Frölunda HC                                      | LW                                                      | 1                                                       |
| 2003–04   | Johan Davidsson                                         | HV71                                                    | C                                                       | 1                                                       |
| 2004–05   | Henrik Lundqvist                                        | Frölunda HC                                             | G                                                       | 1                                                       |
| 2005–06   | Kenny Jönsson                                           | Rögle BK                                                | D                                                       | 1                                                       |
| 2006–07   | Per Svartvadet                                          | Modo Hockey                                             | C                                                       | 1                                                       |
| 2007–08   | Stefan Liv                                              | HV71                                                    | G                                                       | 1                                                       |
| 2008–09   | Jonas Gustavsson                                        | Färjestad BK                                            | G                                                       | 1                                                       |
| 2009–10   | Magnus Johansson                                        | Linköpings HC                                           | D                                                       | 1                                                       |
| 2010–11   | Viktor Fasth                                            | AIK                                                     | G                                                       | 1                                                       |
| 2011–12   | Jakob Silfverberg                                       | Brynäs IF                                               | LW                                                      | 1                                                       |
| 2012–13   | Jimmie Ericsson                                         | Skellefteå AIK                                          | LW                                                      | 1                                                       |
| 2013–14   | Joakim Lindström                                        | Skellefteå AIK                                          | C                                                       | 1                                                       |
| 2014–15   | Victor Hedman                                           | Tampa Bay Lightning                                     | D                                                       | 1                                                       |
| 2015–16   | Erik Karlsson                                           | Ottawa Senators                                         | D                                                       | 1                                                       |
| 2016–17   | Erik Karlsson                                           | Ottawa Senators                                         | D                                                       | 2                                                       |
| 2017–18   | William Karlsson                                        | Vegas Golden Knights                                    | C                                                       | 1                                                       |
| 2018–19   | Robin Lehner                                            | New York Islanders                                      | G                                                       | 1                                                       |
| 2019–20   | Não ocorreu premiação por causa da pandemia de COVID-19 | Não ocorreu premiação por causa da pandemia de COVID-19 | Não ocorreu premiação por causa da pandemia de COVID-19 | Não ocorreu premiação por causa da pandemia de COVID-19 |
| 2020–21   | Victor Hedman                                           | Tampa Bay Lightning                                     | D                                                       | 2                                                       |
| 2022–23   | Erik Karlsson                                           | San Jose Sharks                                         | D                                                       | 3                                                       |